# MAT Airways
MAT Airways era una aerolínea con sede en Skopie, Macedonia del Norte. Su base principal era el Aeropuerto de Skopie.

## Historia
La mayor agencia de viajes de Serbia, Kon Tiki Travel y Metropolitan Investment Group crearon una nueva compañía de transporte aéreo de acuerdo con las normas legales de Macedonia. La aerolínea alquiló su primer avión a Aviogenex, pero este avión ha sido devuelto a su propietario.
Skywings International Airlines, la mayor aerolínea chárter de Macedonia, se quedó sin licencia de operación y decidió fusionarse con su rival MAT, con el objetivo de reducir los costes y optimizar las operaciones. Como resultado, MAT operó dos aviones. En mayo de 2011, Skywings decidió separarse de MAT, solo un mes después de la fusión.
El 4 de julio de 2011, se anunció que MAT Airways había suspendido sus servicios. Su único avión está actualmente en tierra y no se anunció cuándo reanudará los vuelos. La Agencia de Aviación Civil de Macedonia afirma que no ha tenido nada que ver con la suspensión de los servicios de MAT y añade que la aerolínea tiene permiso para operar vuelos desde Skopie y Ohrid a Zúrich, Düsseldorf, Berlín, Hamburgo, Viena y Copenhague hasta el 15 de junio de 2012.
El 15 de julio, MAT Airways reanudó sus servicios. La aerolínea dejó en tierra voluntariamente su único avión, un Boeing 737-500. Según la dirección de MAT, lo hizo para revisar su posición en el mercado ante la creciente competencia. Sin embargo, otras fuentes afirman que la aerolínea ha estado teniendo problemas financieros.

## Antiguos destinos
Palair Macedonian Airlines voló durante su existencia a los siguientes destinos:
| Países              | Destinos   | Aeropuertos                                            |
| ------------------- | ---------- | ------------------------------------------------------ |
| Alemania            | Berlín     | Aeropuerto de Berlín-Schönefeld                        |
| Alemania            | Düsseldorf | Aeropuerto Internacional de Düsseldorf                 |
| Alemania            | Hamburgo   | Aeropuerto de Hamburgo                                 |
| Alemania            | Stuttgart  | Aeropuerto de Stuttgart                                |
| Bélgica             | Bruselas   | Aeropuerto de Bruselas                                 |
| Italia              | Roma       | Aeropuerto de Roma-Fiumicino                           |
| Macedonia del Norte | Ohrid      | Aeropuerto de Ohrid San Pablo Apóstol (hub secundario) |
| Macedonia del Norte | Skopie     | Aeropuerto de Skopie (hub principal)                   |
| Suiza               | Zúrich     | Aeropuerto Internacional de Zúrich                     |

## Antigua flota
Palair únicamente operó durante su existencia la siguiente aeronave:
| Aeronaves      | Total | Introducido | Retirado | Matrículas |
| -------------- | ----- | ----------- | -------- | ---------- |
| Boeing 737-500 | 1     | 2010        | 2011     | Z3-AAM     |